# Fernando Luiz Roza
Fernando Luiz Roza (* 4. května 1985 Londrina), známý také pouze jako Fernandinho, je brazilský profesionální fotbalista, který hraje na pozici defensivního záložníka za brazilský klub Athletico Paranaense. Mezi lety 2011 a 2019 odehrál také 53 utkání v dresu brazilské reprezentace, ve kterých vstřelil 2 branky.

## Klubová kariéra
Fernandinho začal svou profesionální kariéru v brazilském klubu CA Paranaense, odkud v červenci 2005 odešel do ukrajinského celku FK Šachtar Doněck. Se Šachtarem nasbíral celou řadu domácích trofejí a také s ním vyhrál Pohár UEFA v sezóně 2008/09. V roce 2013 opět změnil dres, přestoupil za 40 milionů eur do anglického mužstva Manchester City. S Manchesterem City vyhrál ve své první sezoně 2013/14 Premier League i anglický ligový pohár.

## Reprezentační kariéra
Zúčastnil se Mistrovství světa hráčů do 20 let 2003 ve Spojených arabských emirátech, které Brazílie vyhrála po finálovém triumfu 1:0 nad Španělskem. Vítězný gól vstřelil v 87. minutě právě Fernandinho.
Od roku 2011 je členem národního A-týmu Brazílie.
Trenér Luiz Felipe Scolari jej vzal na domácí Mistrovství světa 2014 v Brazílii. Fernandinho vstřelil jeden gól v základní skupině A proti Kamerunu (výhra 4:1). V semifinále proti Německu byl u historického brazilského debaklu 1:7, v prvním poločase Brazilci dovolili Němcům do 29. minuty pětkrát skórovat. Brazilci obsadili konečné čtvrté místo a zůstali bez medaile.

## Statistiky

### Klubové
K 5. únoru 2022
| Klub            | Sezóna  | Liga           | Liga   | Liga | Národní pohár | Národní pohár | Ligový pohár | Ligový pohár | Evropské poháry | Evropské poháry | Ostatní | Ostatní | Celkem | Celkem |
| Klub            | Sezóna  | Division       | Zápasy | Góly | Zápasy        | Góly          | Zápasy       | Góly         | Zápasy          | Góly            | Zápasy  | Góly    | Zápasy | Góly   |
| --------------- | ------- | -------------- | ------ | ---- | ------------- | ------------- | ------------ | ------------ | --------------- | --------------- | ------- | ------- | ------ | ------ |
| Šachtar Doněck  | 2005/06 | Premjer-liha   | 23     | 1    | 2             | 1             | —            | —            | 9               | 1               | 0       | 0       | 34     | 3      |
| Šachtar Doněck  | 2006/07 | Premjer-liha   | 25     | 1    | 3             | 0             | —            | —            | 11              | 3               | 1       | 0       | 40     | 4      |
| Šachtar Doněck  | 2007/08 | Premjer-liha   | 29     | 11   | 3             | 1             | —            | —            | 8               | 0               | 1       | 0       | 41     | 12     |
| Šachtar Doněck  | 2008/09 | Premjer-liha   | 21     | 5    | 3             | 0             | —            | —            | 17              | 6               | 1       | 0       | 42     | 11     |
| Šachtar Doněck  | 2009/10 | Premjer-liha   | 24     | 4    | 2             | 2             | —            | —            | 12              | 2               | 1       | 0       | 39     | 8      |
| Šachtar Doněck  | 2010/11 | Premjer-liha   | 15     | 3    | 2             | 0             | —            | —            | 2               | 0               | 1       | 0       | 20     | 3      |
| Šachtar Doněck  | 2011/12 | Premjer-liha   | 24     | 4    | 3             | 1             | —            | —            | 4               | 0               | 1       | 1       | 32     | 6      |
| Šachtar Doněck  | 2012/13 | Premjer-liha   | 23     | 2    | 4             | 3             | —            | —            | 8               | 1               | 1       | 0       | 36     | 6      |
| Šachtar Doněck  | Celkem  | Celkem         | 184    | 31   | 22            | 8             | —            | —            | 71              | 13              | 7       | 1       | 284    | 53     |
| Manchester City | 2013/14 | Premier League | 33     | 5    | 2             | 0             | 3            | 0            | 8               | 0               | —       | —       | 46     | 5      |
| Manchester City | 2014/15 | Premier League | 33     | 3    | 1             | 0             | 2            | 0            | 7               | 0               | 0       | 0       | 43     | 3      |
| Manchester City | 2015/16 | Premier League | 33     | 2    | 1             | 0             | 4            | 2            | 12              | 2               | —       | —       | 50     | 6      |
| Manchester City | 2016/17 | Premier League | 32     | 2    | 3             | 0             | 0            | 0            | 9               | 1               | —       | —       | 44     | 3      |
| Manchester City | 2017/18 | Premier League | 34     | 5    | 3             | 0             | 3            | 0            | 8               | 0               | —       | —       | 48     | 5      |
| Manchester City | 2018/19 | Premier League | 29     | 1    | 3             | 0             | 1            | 0            | 8               | 0               | 1       | 0       | 42     | 1      |
| Manchester City | 2019/20 | Premier League | 30     | 0    | 1             | 0             | 2            | 0            | 8               | 0               | 0       | 0       | 41     | 0      |
| Manchester City | 2020/21 | Premier League | 21     | 0    | 4             | 0             | 4            | 1            | 7               | 0               | —       | —       | 36     | 1      |
| Manchester City | 2021/22 | Premier League | 12     | 1    | 1             | 0             | 1            | 0            | 3               | 0               | 1       | 0       | 18     | 1      |
| Manchester City | Celkem  | Celkem         | 257    | 19   | 19            | 0             | 20           | 3            | 70              | 3               | 2       | 0       | 368    | 25     |
| Celkem          | Celkem  | Celkem         | 441    | 50   | 41            | 8             | 20           | 3            | 141             | 16              | 9       | 1       | 652    | 78     |

### Reprezentační
| Brazílie | Brazílie | Brazílie |
| Rok      | Zápasy   | Góly     |
| -------- | -------- | -------- |
| 2011     | 4        | 0        |
| 2012     | 1        | 0        |
| 2013     | 0        | 0        |
| 2014     | 11       | 2        |
| 2015     | 11       | 0        |
| 2016     | 6        | 0        |
| 2017     | 8        | 0        |
| 2018     | 8        | 0        |
| 2019     | 4        | 0        |
| Celkem   | 53       | 2        |

#### Reprezentační góly
Skóre a výsledky Brazílie jsou vždy zapisovány jako první.
| Gól | Datum           | Místo                                               | Soupeř                | Skóre | Výsledek | Soutěž                 |
| --- | --------------- | --------------------------------------------------- | --------------------- | ----- | -------- | ---------------------- |
| 1.  | 5. března 2014  | Soccer City, Johannesburg, Jihoafrická republika    | Jihoafrická republika | 4:0   | 5:0      | Přátelský zápas        |
| 2.  | 23. června 2014 | Estádio Nacional Mané Garrincha, Brasília, Brazílie | Kamerun               | 4:1   | 4:1      | Mistrovství světa 2014 |

## Úspěchy
- Tým roku Premier League podle PFA – 2018/19[9]